# ديوي
ديوي أو القديس داوود هو شفيع ويلز ويحتفى به سنويا يوم 1 مارس والذي يعتبر يوم وفاته، وبالنسبة لحياته المؤرخة فلا يعرف الكثير عنها وتاريخ ميلاده ووفاته التقريبيان ولا يعرفان بوجه التحديد ويظن أنه ولد في سنة 500 ومات كبيرا قرب نهاية القرن السادس.
وفقا لكتابات سِيَرية من عديدين كان ابن سانذي وهو أمير من نسل كونيذا ملك كيريديغيون. ويظهر أنه أخذ مكانا ثابتا في مجمع لانديوي بريفي الكنسي في كارديغان شاير، ورأس مجمع النصر. وفي تاريخ غير معروف نقل موقع الحكومة الدينية من كايرليون إلى منطقة ميني أو مينيفيا النائية عندما كان رئيس الأساقفة وأصبح اسم المنطقة القديس ديوي Ty-Dewi وبقيت الكاتدرائية العليا تتبع للمجلس الغربي.
أسس ديوي العديد من الكنائس في أرجاء جنوب ويلز وخمس وثلاثون منها لا تزال تنادي باسمه ولكن لا يبدو أنه توغل في الشمال أبعد من إقليم بويس ولكن يظهر انه زار كورنوول. ومع مرور الوقت زادت شهرته ومزاره أصبح موقعا مهما للحج وعندا جاء الغزو النورماندي اعترفوا به وبطلب هنري الأول ملك إنجلترا جعله البابا كاليستوس الثاني قديسا حوالي العام 1120.
من بين كل السير المكتوبة عنه فإن أول ما عرف منها كتبها ريذمارخ أو ريكيمارخوس حوالي العام 1090 وهو أحد أواخر الأساقفة البريطانيين لمنطقة القديس ديوي ومن عمله كتب جيرالد الويلزي عمله عن حياة القديس الذي اتسم ببعض المبالغة.